# Paraíba (rzeka)
Paraíba – rzeka w południowo-wschodniej Brazylii. Liczy około 1000 km długości, powierzchnia dorzecza 60 tys. km². Swoje źródła ma w Serra do Mar. Płynie w głębokiej dolinie na skraju Wyżyny Brazylijskiej. Uchodzi do Oceanu Atlantyckiego.